# (23583) Křivský
23583 Krivsky (1995 SJ1) – planetoida z pasa głównego asteroid okrążająca Słońce w ciągu 3,91 lat w średniej odległości 2,48 j.a. Odkryta 22 września 1995 roku.